# Begonia gabonensis
Espèce
Begonia gabonensis est une espèce de plantes de la famille des Begoniaceae.
L'espèce fait partie de la section Tetraphila.
Elle a été décrite en 2002 par Jan Jacobus Friedrich Egmond de Wilde (1932-…).

## Répartition géographique
Cette espèce est originaire du pays suivant : Gabon.